# Wendell Castle

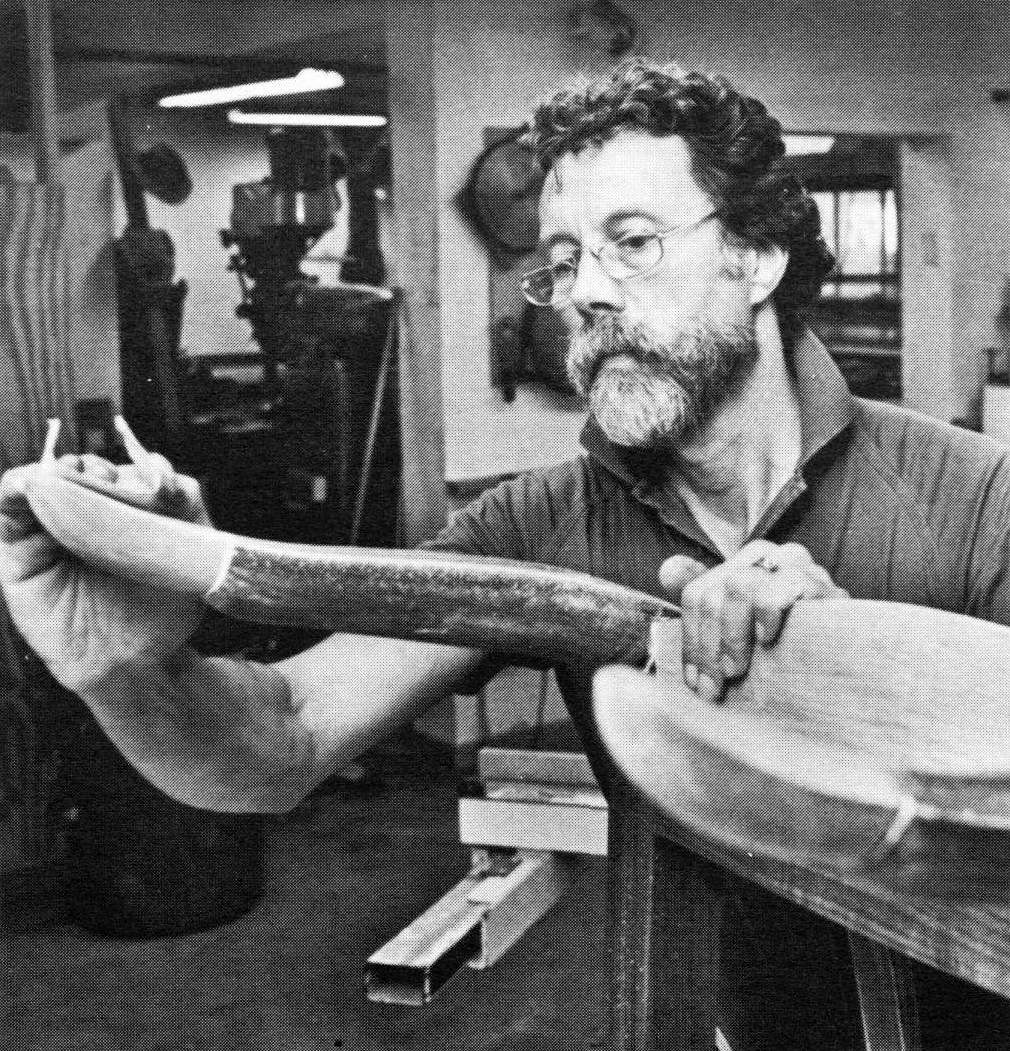
Wendell Castle

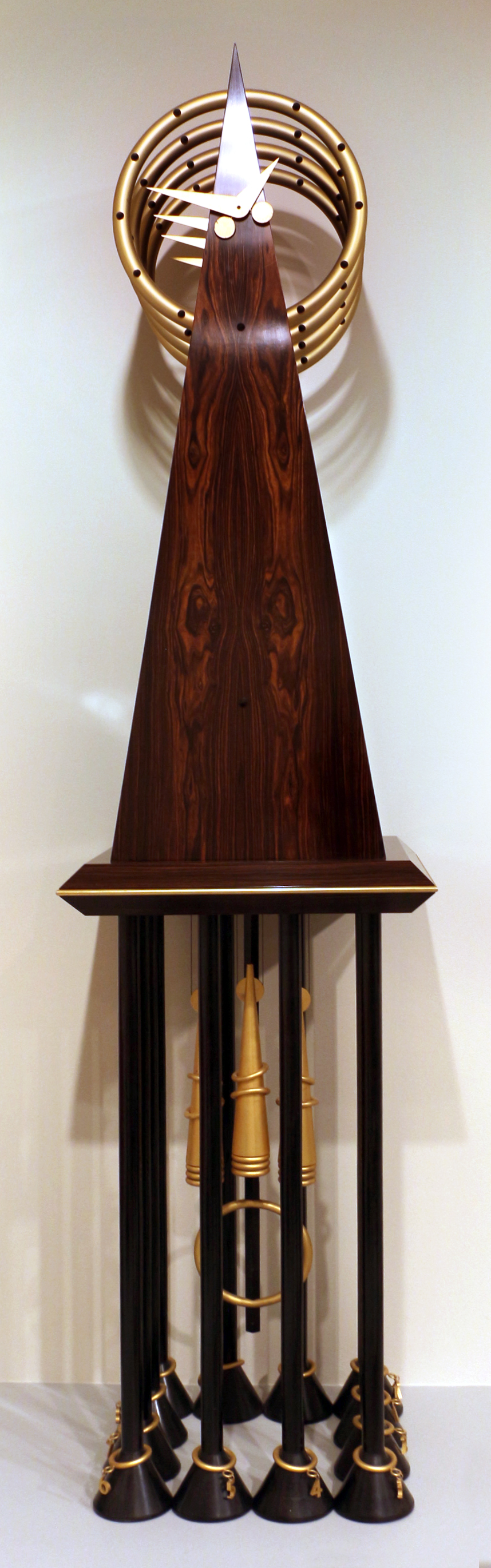
Magician's Birthday (klok, Art Institute of Chicago)

Wendell Castle (Emporia (Kansas), 6 november 1932 - 20 januari 2018) was een Amerikaans ontwerper en beeldend kunstenaar. Hij was vooral bekend als meubelontwerper.
Vanaf de jaren 1970 creëerde Castle ook houten sculpturen in trompe-l'oeil. Zo maakte hij een houten kapstok met gebeeldhouwde sjaal en gleufhoed, een houten tafel met sleutels en handschoenen of een staande klok gewikkeld in een laken waarbij het laken gebeeldhouwd is in hetzelfde stuk mahoniehout, maar werd gebleekt.